# Clase Ajax
Los buques de la Clase Ajax, estaba compuesta por los ironclads, HMS Ajax y HMS Agamemnon. Eran buques acorazados que sirvieron en la Marina Real Británica, armados con el armamento principal montado en torretas. 

## Diseño

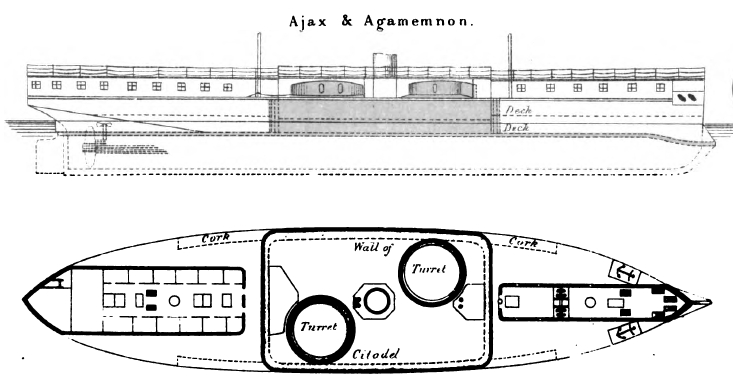
Elevación derecha y planta de los buque clase Ajax. Brassey's Naval Annual, 1886

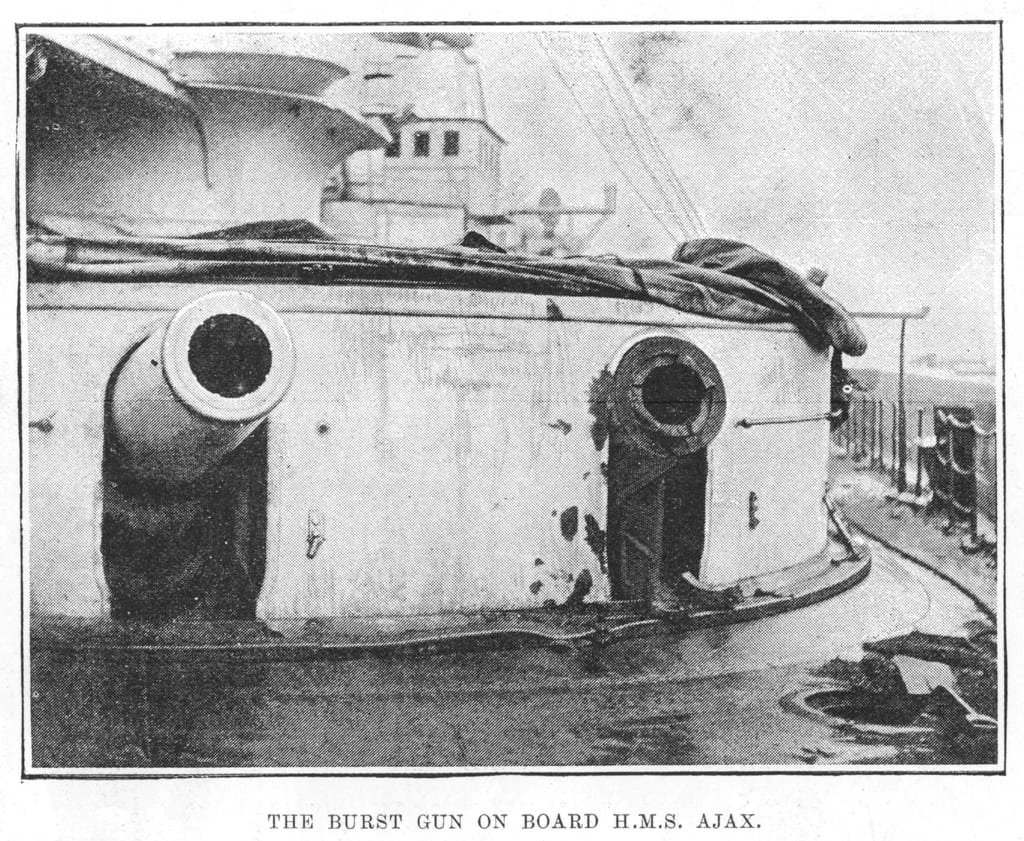
Cañón en el HMS Ajax. Illustrated London News, 1889

El Almirantazgo Británico tenía la tradición histórica de construir buques más pequeños y baratos de los mejores buques del momento. Esta política, basada en consideraciones financieras, raramente fue acertada. Al HMS Warrior  le siguió el HMS Defense , y al HMS Queen Elizabeth  el HMS Revenge ; por último, al HMS Inflexible , le siguieron los Ajax y Agamemnon.
Estas dos buques, fueron construidas con el mismo concepto que el Inflexible con una ciudadela fuertemente blindada que llevaba cuatro cañones pesados montados escalonadamente en torretas para alcanzar el fuego versátil, pero fue requerida para esta un menor calado, y desplazar 3000 toneladas menos. Era por lo tanto necesario dotarlas de cañones de 317 mm, en contraste con los 406 mm, de los Inflexible, y aceptar una velocidad máxima de casi dos nudos menor. 
Esta clase de buques fue la última en la Marina Real Británica en montar cañones de avancarga, y las primeros en llevar algún armamento secundario, y fueron diseñados desde el principio para no llevar ningún tipo de aparejos de vela.

## Unidades
- HMS Ajax: entró en servicio en 1883. Desguazado en 1904.
- HMS Agamemnon: entró en servicio en 1883. Desguazado en 1903.